# سیارک ۲۵۳۳۱
سیارک ۲۵۳۳۱ (به انگلیسی: 25331 Berrevoets، نامگذاری:1999KY4) بیست و پنج هزار و سیصد و سی و یکمین سیارک کشف شده‌است که در ۲۰ مه ۱۹۹۹ کشف شد.
قدر مطلق سیارک برابر ۱۴.۸ است.